# Таврійське (Якимівська селищна громада)
Таврійське (з 1912 до 1964 роки — Ділянка № 16, з 1964 до 18 лютого 2016 року — Червоноармі́йське) — село в Україні, у Якимівській селищній громаді Мелітопольського району Запорізької області. Населення становить 1195 осіб. До 2017 року орган місцевого самоврядування — Таврійська сільська рада.

## Географія
Село Таврійське розташоване за 0,5 км від села Зернове, за 2 км від села Дванадцяте та за 30 км на південний захід від адміністративного центру Якимівської селищної громади. Поруч проходять Каховський магістральний канал та канал Р-9.

## Історія
Село засноване 1912 року, за іншими даними — наприкінці XVIII століття державними селянами-переселенцями з Курської та Орловської губерній.
Село належало до Якимівської волості Мелітопольського повіту Таврійської губернії.
Станом на 1915 рік в селі налічувалось 23 господарства, у яких проживало 181 осіб. У селян було 72 коня та 27 корів.
7 (20) листопада 1917 року, відповідно до Третього Універсалу Української Центральної Ради, увійшло до складу Української Народної Республіки.
У 1964 році Ділянка № 16 разом із сусідніми хуторами були знесені, а мешканці переселені у щойно збудований населений пункт. Нове село отримало назву Червоноармійське.
У 2016 році село Червоноармійське перейменовано на Таврійське.
12 червня 2020 року, відповідно до розпорядження Кабінету Міністрів України № 713-р «Про визначення адміністративних центрів та затвердження територій територіальних громад Запорізької області», Таврійська сільська рада об'єднана з  Якимівською селищною громадою.
17 липня 2020 року, в результаті адміністративно-територіальної реформи та ліквідації Якимівського району, село увійшло до складу Мелітопольського району.
З 24 лютого 2022 року село тимчасово окуповане російськими окупантами.

## Об'єкти соціальної сфери
- Середня загальноосвітня школа. У грудні 2006 року школа отримала комп'ютерний клас[5]. У 2008 році, після тривалої 20-річної реконструкції, була введена в експлуатацію двоповерхова прибудова до школи, де розмістилися їдальня та актовий зал[6].
- Дитячий дошкільний навчальний заклад.
- Будинок культури.
- Амбулаторія.

## Пам'ятки
У селі знаходиться братська могила вояків Червоної армії, які загинули під час боїв за село 27 жовтня 1943 року. Раніше в селі існував памʼятник Михайлу Калініну (демонтований на виконання Закону України про декомунізацію).